# Velibor
Velibor je moško osebno ime.

## Izvor imena
Ime Velibor je različica moškega osebnega imena Velimir.

## Pogostost imena
Po podatkih Statističnega urada Republike Slovenije je bilo na dan 31. decembra 2007 v Sloveniji število moških oseb z imenom Veibor: 95.

## Osebni praznik
Osebe z imenom Velibor lahko godujejo skupaj z Velimiri.